# Mauricio Kagel
Mauricio Raúl Kagel (Buenos Aires, 24 dicembre 1931 – Colonia, 18 settembre 2008) è stato un compositore argentino trapiantato a Colonia, in Germania, dal 1957. È famoso per aver sviluppato l'aspetto teatrale dell'esecuzione musicale.

## Biografia
Figlio di genitori ebrei ashkenaziti che erano emigrati dalla Russia nel 1920, Kagel si formò prevalentemente da autodidatta pur avendo frequentato saltuariamente a Buenos Aires regolari corsi di studio (storia della musica, armonia, contrappunto, pianoforte) e la facoltà di lettere, dove al termine degli studi decise di non laurearsi. La maggioranza delle sue composizioni contiene specifiche istruzioni teatrali per l'esecutore, che deve assumere determinate espressioni del volto durante l'esecuzione, suggerimenti sul modo di entrare in scena, per interagire fisicamente con gli altri esecutori e con il pubblico. Le sue composizioni sono state spesso assimilate al teatro dell'assurdo.
Staatstheater (1971) è molto probabilmente il pezzo più emblematico di questo suo modo di scrivere musica. Questo pezzo è chiamato "balletto per non danzatori" e comunque è molto simile a un'opera; fra gli oggetti che egli adopera come strumenti musicali figurano dei vasi da notte e persino una peretta per clistere. Simile a questo è il lavoro radiofonico Ein Aufnahmezustand (1969).
Kagel ha scritto anche musica da film come per Ludwig van (1970) uno dei suoi più noti. Esso è una riproduzione di una visita fittizia allo studio di Beethoven nella sua casa di Bonn. Ogni scena è tappezzata dagli spartiti della musica di Beethoven e la colonna sonora è costituita dai brani musicali che appaiono negli spartiti inseriti nelle inquadrature. La musica è come avviluppata e ha un suono distorto che lascia comunque riconoscere le autentiche melodie beethoveniane. In altre scene il film mostra delle parodie di trasmissioni radio televisive connesse alla commemorazione del "Beethoven Year 1770". Kagel successivamente trasformò il film in una serie di spartiti che potevano essere eseguiti in concerto al di fuori del film. Il lavoro è costituito da una serie di primi piani, in varie zone dello studio, interpretati dal pianista.
Kagel ha scritto anche un notevole numero di pezzi più convenzionali sia orchestrali sia di musica da camera e colonne sonore cinematografiche. Molti di questi pezzi fanno riferimento a musiche del passato.
Dal 1960 ha insegnato agli Internationale Ferienkurse für Neue Musik di Darmstadt.
Fra i suoi allievi ci sono stati Carola Bauckholt, María de Alvear e Juan María Solare.
Nel 2011, in sua memoria, è stato istituito dalla Kunststiftung NRW il Premio musicale Mauricio Kagel, assegnato con cadenza biennale.

## «La società non ha bisogno di noi»
Come ricorda György Ligeti nella sua biografia, la musica contemporanea ha sempre faticato a entrare nell'immaginario collettivo della grande massa della popolazione, al pari di autori come Mozart o Beethoven. Senza che ciò abbia impedito a questo genere musicale di crescere ed evolversi, dalle parole di Ligeti - che cita l'amico Kagel - traspare comunque l'amarezza di fondo che sembra accompagnare questi compositori i quali danno l'mpressione di muoversi in aristocratica solitudine.

Così dice Ligeti:
(György Ligeti, Lei sogna a colori?, Edizioni Alet 2004, pagg. 91 e 92)

## Pubblicazioni
- Mauricio Kagel, Parole sulla musica. Conversazioni Discorsi Saggi Radiodrammi, con 24 illustrazioni, Macerata, Quodlibet 2000